# 大連港

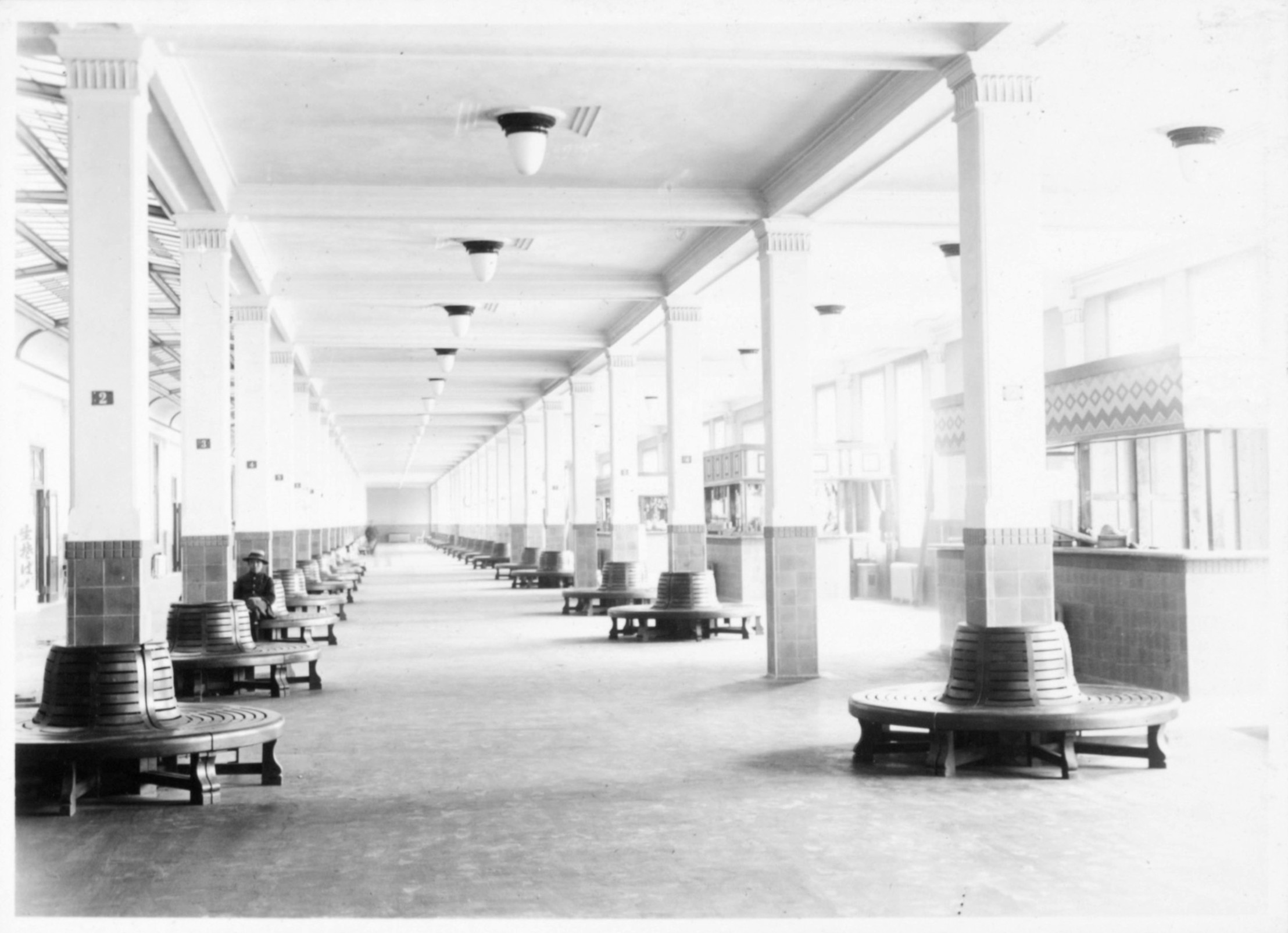
大连港轮渡码头等候区，1920年代

大連港是中國大連的港口，建於清末1898年，是一個天然的不凍港，亦是中國南北水陸交通運輸樞紐和重要國際貿易港口之一。大连港已经与世界上160多个国家和地区、300多个港口建立了经贸航运关系。开辟集装箱国际航线81条，基本覆盖全球主要港口。
在國際貿易和國內物資交流方面起著重要的作用。大連現有7個專業裝卸作業區，共48個泊位，最大水深為-17.5米。大連港口水域310多平方公里，核心港区陆域面积约18平方公里，仓库31.9余万平方米、货物堆场320余万平方米、各类装卸机械千余台。现有港内铁路专用线149余公里、拥有集装箱、原油、成品油、粮食、煤炭、散矿、化工产品、客货滚装等82个现代化专业泊位，其中万吨级以上泊位57个。
自開港以來，幾經擴建改造，容納船隻通過能力有了很大的提高，已成為大規模、現代化的綜合性港口。目前大連港與世界上160多個國家和地區的港口建立了業務往來。其港口吞吐量迅速增長，由1980年的3200多萬噸，到2010年的3.2亿多吨。
2013年，大连港部分建筑（多为20世纪70年代建成，并非文物保护建筑）被拆除。，旧址大部分被改造为大连东港商务区